# Labor de López
Labor de López är en ort i Mexiko.   Den ligger i kommunen Pénjamo och delstaten Guanajuato, i den centrala delen av landet, 290 km väster om huvudstaden Mexico City. Labor de López ligger 1 701 meter över havet och antalet invånare är 228.
Terrängen runt Labor de López är platt åt sydost, men åt nordväst är den kuperad. Runt Labor de López är det ganska tätbefolkat, med 111 invånare per kvadratkilometer. Närmaste större samhälle är Pénjamo, 5,3 km väster om Labor de López. Trakten runt Labor de López består till största delen av jordbruksmark.